# 진웨이 맥주
진웨이 맥주(중국어: 金威啤酒, 병음: Jīnwéi Píjiǔ)는 중국의 맥주회사이다. 2013년 2월 진웨이 맥주는 차이나 리소스에 8억 3,320만 달러로 인수되었다.